# C-245
La carretera C-245 és una carretera comarcal amb origen a Castelldefels i final a Esplugues de Llobregat. Connecta els municipis de Castelldefels, Gavà, Viladecans, Sant Boi de Llobregat, Cornellà de Llobregat i Esplugues de Llobregat. Aquesta carretera creua amb la carretera C-234, el riu Llobregat, la línia d'alta velocitat Madrid-Saragossa-Barcelona-Frontera francesa (viaducte de Sant Boi de Llobregat), els Ferrocarrils de la Generalitat de Catalunya (línia Llobregat - Anoia) i l'autovia Autovía del Nord-est (A-2).

## Característiques
És una via de doble sentit que al llarg del seu recorregut presenta trams d'entre tres i quatre carrils.
Sense diferenciar entre els diferents trams, per la C-245 circulen les línies d'autobús urbà L74, L78, L80, L81, L82, L96 i M5 i les línies de tramvia T1, T2 i T3. Aquests transports no estan disponibles al llarg de tota la C-245, sinó que cobreixen diferents seccions de la mateixa.

## Història
La carretera comarcal es va construir amb l'objectiu de connectar la part sud-oest del territori de Barcelona. A causa del creixement demogràfic entre els anys 1950 i 1975 es va construir l'autopista C-32 paral·lela a la C-245 per permetre més trànsit de mercaderies i viatges de llarg recorregut. La C-245 ha estat estudi de diversos projectes amb diferents plantejaments de transport públic i integració urbana.
L'any 1991 es va redactar un projecte de remodelació l'execució havia d'estar acabada l'any 1992 coincidint amb els Jocs Olímpics de Barcelona. Foment recull aquesta iniciativa l'any 1993 amb «Las Directrices para el Planeamiento de las Infraestructuras en el Delta del Llobregat».
El 10 de maig de 1994 la Demarcació de Carreteres de l'Estat a Catalunya emet l'Ordre d'Estudi del «Estudi Informatiu. Prolongació de l'Autovia del Baix Llobregat », iniciant-se d'aquesta manera el tràmit administratiu que porta a la redacció d'aquest estudi. El 8 de juny de 1994 es publica al BOE els terminis de redacció de projecte i execució de l'obra dins el planejament d'infraestructures del Delta del Llobregat. Entre 1994 i 1996 es devia haver redactat el projecte i executat l'obra de l'enllaç de la C-32 (antigament A-16) amb l'A-2, el que es coneix com la «Pota Sud». Aquest termini no es va complir.
El 23 de novembre de 1999 apareix el la Resolució de la Direcció general de Carreteres, per la qual s'aprova l'Ordre d'Estudi de l'Estudi Informatiu. «Prolongación de la Autovía del Baix Llobregat. Tramo: Ronda Litoral – Autopista A-16».
Amb data 16 de novembre de 2001, la Secretaria d'Estat d'Infraestructures va aprovar provisionalment l'"Estudio Informativo de la Prolongación de la Autovía del Baix Llobregat. Tramo: Cinturón Litoral – Autopista A-16 de clave EI-4-B14". Posteriorment, aquest va ser sotmès al tràmit d'informació pública i oficial mitjançant anunci que es va publicar al Butlletí Oficial de l'Estat en data 18 de febrer del 2002.
L'any 2003 es va acordar de nou la construcció de l'enllaç de la «Pota Sud» per prolongar l'autovia C-32. Amb aquest acord es podia passar a redactar el nou projecte. La previsió de l'inici de les obres estava fixada el 2005. El 18 de juny de 2003 es publica l'informe ambiental de l'estudi El-4-B14 aprovat el 16 de novembre de 2002. El 14 de juliol de 2003 es va aprovar l'estudi informatiu El-4-B14 complet.
L'any 2005 es va licitar i adjudicar la redacció del projecte amb base a la informació de l'estudi El-4-B14.
L'any 2008 es va plantejar la conversió de la C-245 en un carrer urbà. El projecte sota estudi consisteix a afegir carrils bus en plataforma reservada i carril bici a plataforma segregada.
L'any 2009, després de 16 anys d'espera des del primer comunicat en el BOE, es van començar les obres de prolongació de la C-32 i connexionat amb l'A-2 (ronda litoral) a través de la C-245. Les obres van ser adjudicades el desembre del 2008.
L'any 2010 es detenen les obres de la «Pota Sud».
Al març de l'any 2014 es reprenen les obres amb la intenció de acabar-les entre finals de 2015 i juny de l'any 2016 i una inversió total d'entre 44 i 56.600.000 d'euros. La ministra de Foment Ana Pastor va indicar que aquesta vegada les obres no es pararien, ja que només es reprenien si hi havia diners per acabar-les.
El 14 d'agost de 2014 el accés a Sant Boi de Llobregat en sentit Cornellà de Llobregat va quedar tancat.
L'any 2015 es va aturar de nou la realització de la «Pota Sud».
L'agost de 2016 es licita el projecte pel qual es crearien carrils per a autobús i carrils per a bicicleta. La longitud del trajecte està planificada en 13-15 km, des de Castelldefels fins Cornellà de Llobregat. El projecte de construcció compta amb un pressupost de 26,3 milions d'euros. La redacció del projecte de carrils bici i bus es va adjudicar el 13 de desembre de 2016 i va ser signada el 20 de gener de 2017. Compta amb un termini de 9 mesos i un pressupost de 531.000 euros. Les empreses adjudicades són Bac Engineering Consultancy Group, SOLA GORI Serveis d'Arquitectura i Urbanisme, TECMOSIENA i la UTE AIE.Per poder completar l'execució d'aquesta obra és necessari que la variant de la C-245 sigui finalitzada. Els carrils reservats poden en un futur convertir-se en línies de tramvia estenent la T1 des de Cornellà de Llobregat.
A l'abril de 2017 es va voler reprendre el treball a la «Pota Sud». Amb l'entrada en preconcurs de creditors de l'empresa adjudicatària Isolux Corsán el desenvolupament de l'obra va romandre congelat.
El juny de 2017 la Generalitat de Catalunya va acordar traspassar el tram que discorre per Esplugues de Llobregat a l'ajuntament d'aquesta localitat. Amb motiu d'aquest traspàs es realitzaran obres de millora com ara una repavimentació i posteriorment millores de mobilitat sostenible amb un carril bici segregat.
Al juliol de 2017 els ajuntaments afectats per l'accés tancat a l'any 2014 van enviar una missiva al Ministeri demanant reobrir l'accés abans de l'inici del curs escolar 2017-2018. Altres demandes descrites en la carta van ser: signar juntament amb la Diputació de Barcelona un conveni per, mentre l'obra de la C-245 roman parada, desdoblar el ramal entre la BV-2002 i l'A-2 i un calendari sobre el nou procés de licitació per a les obres que connecten la variant de la C-245 amb la C-32 i A-2.

El 29 d'agost de 2017 el Ministeri de Foment del Govern d'Espanya informa de la seva decisió de redactar un nou projecte per a les obres pendents i licitar-, amb el consegüent retard addicional de com a mínim un any a comptar de la licitació, tal com es s'indica en la carta remesa pel Ministeri als ajuntaments afectats. A data de 6 d'octubre de 2017 encara no se sap res de la rescissió del contracte anterior per permetre una nova licitació per la qual cosa tota l'obra roman bloquejada per temps indefinit.Al novembre de 2017 es va reobrir l'accés a Sant Boi de Llobregat i BV-2002, després de dos mesos de treball i estar més de tres anys tancat.

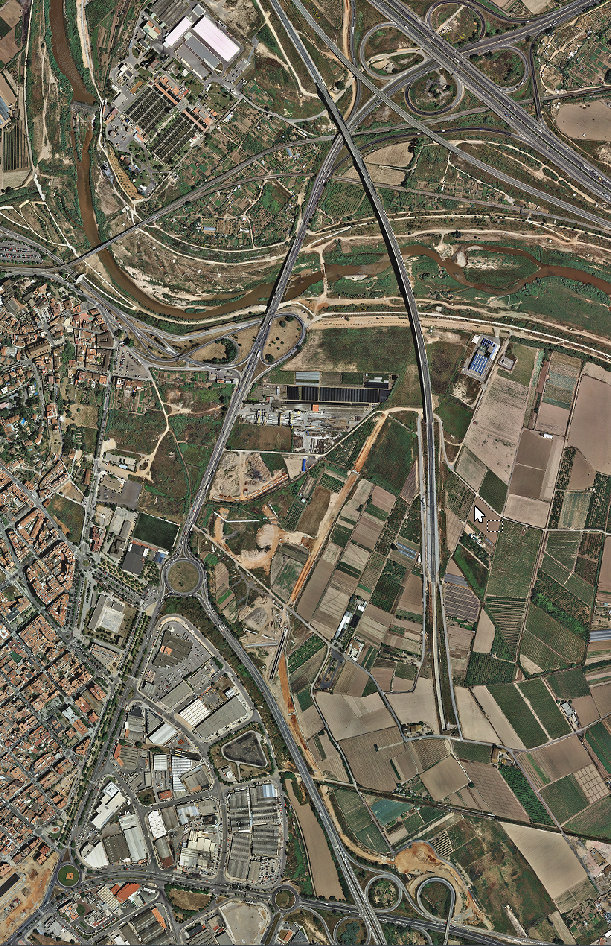
Estat de les obres de la variant de la C-245 en l'any 2010.
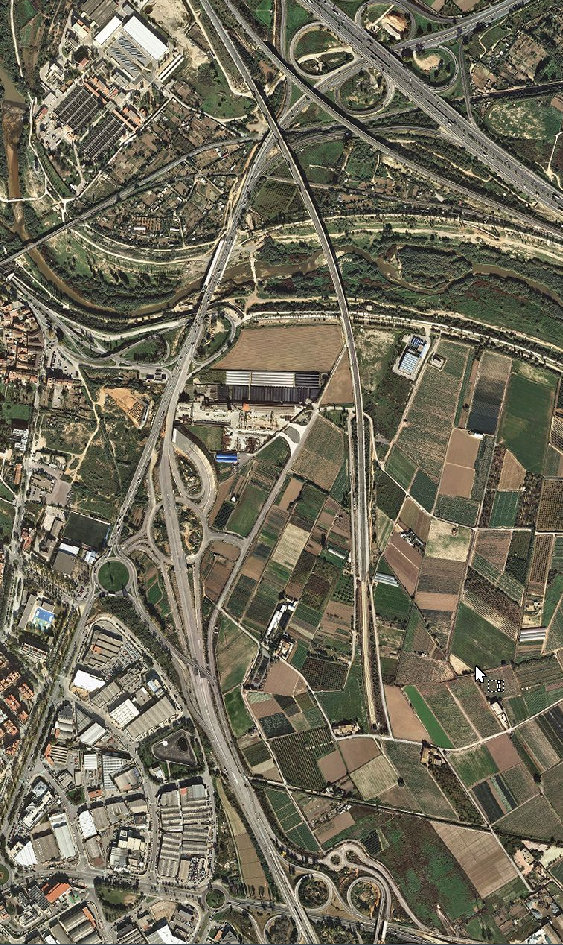
Estat de les obres de la variant de la C-245 en l'any 2016.

## Crítiques
Les principals crítiques d'aquesta carretera es concentren en el retard en l'execució de la variant C-245. La rotonda de «La Parellada» de Sant Boi de Llobregat al principi era de caràcter provisional segons fonts locals, però porta 25 anys en funcionament, des dels jocs olímpics de Barcelona 1992. En aquesta rotonda es reuneix el trànsit de la C-245 i la C-32. Al seu torn, la C-245 recull trànsit de l'A-2 i BV-2002 que té com a origen o destinació la C-32, provocant embussos. Les dates de finalització de l'obra un cop iniciada han patit retards per les aturades.
Diferents grups ciclistes (Club Ciclista Sant Joan Despí i Baix Bici) han comunicat el seu descontentament amb el tracte de la bicicleta en el context de la C-245 i els plans d'obres presentats i executats relacionats amb la mateixa, al·legant el tracte de la bicicleta com un transport accessori infravalorant el seu creixement potencial. Per això, juntament amb la Coordinadora Catalana d'Usuaris de la Bicicleta han portat al terreny a regidors, tècnics de medi ambient, representants del Consell Comarcal, diputats del parlament espanyol i la directora de qualitat de l'aire de Catalunya. Aquests col·lectius ciclistes van presentar un traçat per a bicicleta entre Sant Boi de Llobregat i Cornellà de Llobregat que ells consideren adequat per a l'ús de la bicicleta. Les modificacions proposen desplaçar la glorieta de la C-245 que connecta amb Cornellà uns 15 metres per permetre un carril bici segregat al voltant de la mateixa. També van especificar un recorregut de carril bici segregat de la carretera.
A Change.org hi ha una petició per acabar les obres que ha recollit 1.566 firmes. Es denúncia que la C-245 es l'única via de connexió amb Barcelona i ciutats del voltant. També s'indica el desproporcionat temps de viatge degut als embussos.